# Купание ребёнка
«Купание ребёнка», или «Купание» (англ. The Child's Bath) — картина американской художницы Мэри Кэссетт, написанная в 1893 году. Сюжет картины и вид сверху навеяны японскими гравюрами на дереве. По стилю напоминает работы Эдгара Дега. Чикагский институт искусств приобрёл картину в 1910 году, и с тех пор она стала одним из самых популярных произведений в собрании музея.

## Описание
Картина изображает жанровую сценку из повседневной жизни — купание ребёнка, момент «особенный в своей обыденности». Девочка сосредоточенно смотрит на свои босые ноги, которые мать моет в тазу. Женщина крепко держит ребёнка левой рукой. Композиция работы отсылает зрителя к серии цветных офортов, созданной Кэссетт за два года до этой картины. Мазки нанесены резко и слоями, создавая толстые линии, подчёркивающие фигуры и выделяющие их на узорчатом фоне.

## Влияние
На Мэри Кэссетт сильно повлияли художники-импрессионисты, особенно Эдгар Дега. В 1875 году она приобрела и впервые привезла в США рисунок Дега, а с 1877 году уже сама начала выставлять свои работы с импрессионистами. В 1890 году Кэссетт была поражена оттисками японских гравюр на экспозиции в Академии изящных искусств в Париже. Её увлекла простота и ясность японского дизайна и умелое использование цветов. Японские гравёры были больше заинтересованы в декоративном эффекте, чем в точной передаче перспективы. Это Мари Кэссетт тоже позаимствовала в «Купании ребёнка».